# Berthold Pokrantz

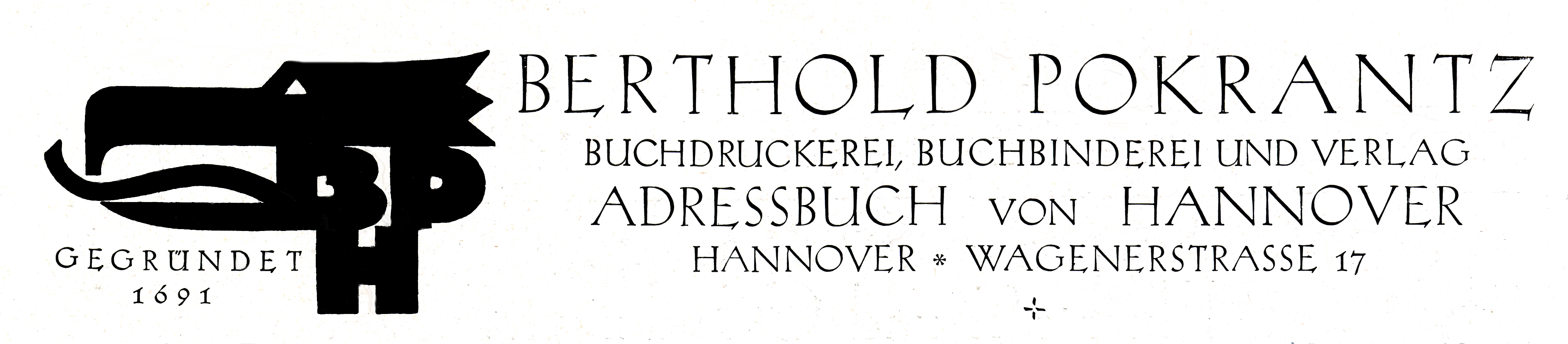
Logo eines züngelnden Drachenkopfes neben den Firmenangaben von Berthold Pokrantz

Berthold Pokrantz war eine Anfang des 20. Jahrhunderts in Hannover gegründete Buchdruckerei und Buchbinderei mit angeschlossenem Verlag. Zu den Werken des Unternehmens zählen unter anderem Adressbücher der Stadt Hannover und vielfarbig lithografierte Stadtpläne von Hannover und Linden.

## Geschichte
Der vornehmlich in Hamburg tätige Großkaufmann Berthold Pokrantz übernahm am 6. November 1900 die zuvor über mehrere Generationen durch der hannoversche Familie Klindworth geführte Hofbuchdruckerei Klindworth unter der Adresse Wagenerstraße 17 in der Calenberger Neustadt. Als Gründungsdatum seiner nun unter eigenem Namen geführten Firma zur Herstellung von Druckerzeugnissen gab Pokrantz jedoch das Datum 1691 an, da das Unternehmen in jenem Jahr ursprünglich durch den zur Zeit des Kurfürstentums Hannover zum Hofdrucker des Hauses der Welfen ernannten Unternehmer Julius Samuel Ammon gegründet worden war, der zugleich Verleger von Gottfried Wilhelm Leibniz war. Das Unternehmen war seitdem mit allen Nachfolgern durchweg ein inhabergeführtes Familienunternehmen.
Zu den historisch wertvollen Dokumenten aus dem Hause Pokrantz zählt ein bisher nur noch in 2. Auflage aufgefundener, sowohl ein- als auch mehrfarbig in vier Teilen gedruckter „Plan der Stadtgebiete Hannover und Linden, mit angrenzenden Gemeinden. Bearbeitet im Stadtbauamte, Abteilung III der Königlichen Haupt- und Residenzstadt Hannover sowie im Stadtbauamte der Stadt Linden im Jahre 1909.“ Von diesen Plänen konnte bis Anfang der 1970er Jahre lediglich ein – beschädigtes – Exemplar im Besitz der Landeshauptstadt Hannover aufgefunden werden.
Nach dem Ersten Weltkrieg investierte Pokrantz in die Erneuerung des gesamten Maschinenparks seiner Einrichtung: Gegen Ende der Weimarer Republik fanden sich in den Betriebsräumen 14 Buchdruckpressen, darunter 2 Zweitourenmaschinen sowie automatische Tiegeldruckpressen.
In der Pokrantzschen Setzerei war die Monotype-Setzmaschine eingesetzt, in der umfangreiche Schrifttypen zum Einsatz kamen. Das Schriftenmaterial wurde teilweise ergänzt durch Produkte aus der firmeneigenen Gießerei. Zusätzlich war eine Stereotypie im Hause eingerichtet.
Daneben wurden bei Pokrantz neben etlichen Maschinen zur Bücherbindung automatische Schneidemaschinen, Dreischneider, eine automatische Falzmaschine, Heftmaschinen und andere Vorrichtungen genutzt.
Der gesamte Kraft- und Lichtbedarf des Betriebes wurde um 1927 durch einen 100 PS starken Dieselmotor zur Erzeugung von Elektrizität gedeckt.
Neben den im eigenen Verlag hergestellten hannoverschen Adressbüchern produzierte Pokrantz auch das im 19. Jahrhundert erstmals erschienene und in ganz Deutschland vertriebene Wirtschaftsbuch für Deutsche Beamte und Deutsche Beamtenfrauen. Daneben zählten Akzidenzen, Kataloge, Zeitschriften und vor allem umfangreiche Drucksachen zum Produktportfolio des Unternehmens.
Laut dem von August Scherl für das Jahr 1928/29 herausgegebenen Adreßbuch der Stadt Hannover standen die – damaligen – Gebäude Wagenerstraße 16 und 17 am spitzen Straßenwinkel von der Brandstraße aus gesehen im Eigentum der Firma Berthold Pokrantz.
Anfang der 1930er Jahre wurde für die Firma Berthold Pokrantz ein Konkursverfahren angemeldet, das kurz nach der Machtergreifung durch die Nationalsozialisten in der Woche vom 16. bis 22. März 1933 aufgehoben wurde, da die Firma erloschen war.

## Archivalien
Archivalien von und über das Haus Pokrantz finden sich beispielsweise
- im Archiv des Stadtvermessungsamtes Hannover; ein beschädigtes Stück des vierteiligen, in 2. Auflage bei Pokrantz gedruckten Stadtplans von Hannover und Linden aus dem Jahr 1909[3]
- im Archiv des hannoverschen Stadtvermessungsamtes sowie im Stadtarchiv Hannover; ein 98 × 96 cm, 1925 lithografisch bearbeiteter und mehrfarbig im Offsetdruck gedruckter „Geschichtlicher Plan des Stadtgebietes Hannover mit den angrenzenden Gemeinden“ im Maßstab 1:15000, 1921 von Paul Siedentopf nach urkundlichen Quellen erarbeitet.[3]